# Go-Mizunoo
L'empereur Go-Mizunoo (後水尾天皇, Go-Mizunoo tennō, nom propre : Kotohito ; 29 juin 1596-11 juillet 1680) est le 108e empereur du Japon. Il règne du 9 mai 1611 au 22 décembre 1629.
Il est l'un des fils de l'empereur Go-Yōzei et le père de l'impératrice Meishō, de l'empereur Go-Kōmyō, de l'empereur Go-Sai et de l'empereur Reigen.
Les Japonais retiennent surtout de lui qu'il étudia le bouddhisme zen auprès de Takuan Sōhō, figure emblématique du bouddhisme japonais, qui enseignait également à de nombreux samouraïs éminents et de haut rang, tel que Yagyū Munenori, ainsi qu'à l'épéiste de renom Miyamoto Musashi. Le fait d'avoir eu le même instructeur de zen permit ainsi de conserver un lien culturel et politique, quoique indirect, entre le nouveau régime du clan Tokugawa et l'empereur de l'époque.